# Cristo benedicente (Giovanni Bellini Fort Worth)
Cristo benedicente è un dipinto del pittore veneziano Giovanni Bellini realizzato circa nel 1500 e conservato al Kimbell Art Museum  di  Fort Worth negli Stati Uniti d'America.

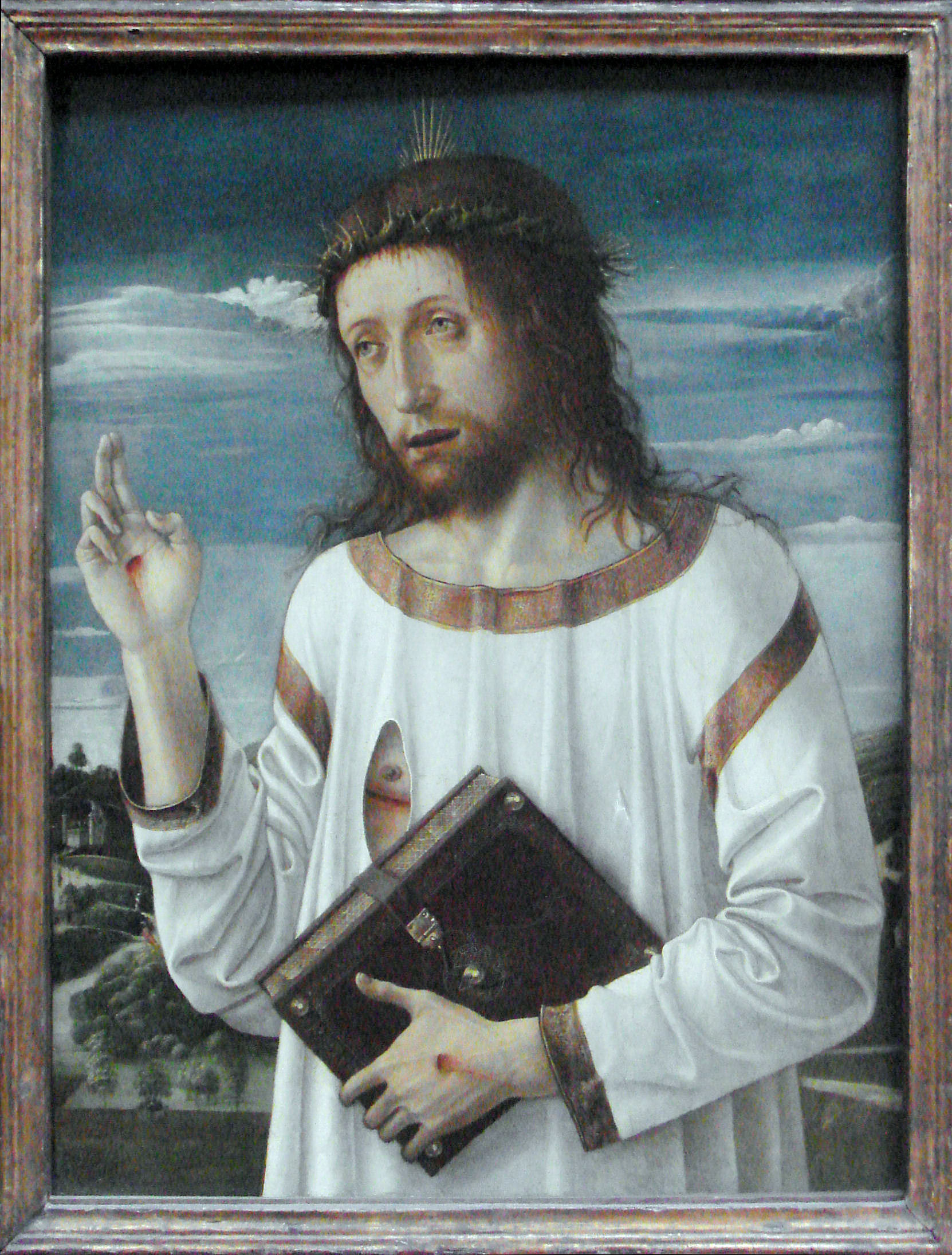
Versione al Museo del Louvre Cristo benedicente

## Storia
L'opera si trovava nel 19 ° secolo nelle vendite private ma senza conoscere con certezza l'autore, viene attribuito comunque a Cima da Conegliano. Josef H. Dasser di Zurigo autenticò come opera di Bellini, probabilmente intorno al 1958, e la Hallsborough Gallery di Londra lo acquistò. Il Kimbell Art Museum nel 1967.

## Descrizione
La benedizione di Cristo è una figura dell'iconografia cristiana tradizionale: Gesù, dalla parte anteriore, nel piede o nel busto, alza la mano destra con due dita alzate, in segno di benedizione per i protagonisti presenti o più in generale nel mondo.
Cristo è rappresentato nel busto, dalla parte anteriore, con la testa diritta; è semplicemente vestito con una cintura di lino bianco attorno alla schiena e copre la spalla destra; le sue ferite sono visibili ma chiuse, una nel palmo della mano destra sollevata, due dita erette in segno di benedizione; solo un'altra delle sue ferite è visibile, quella sul fianco destro; i raggi emanano dalla sua testa in alto e ai lati ma senza la forma di un'aureola.
Con la mano sinistra, Cristo porta un palo rosso eretto.
Alle sue spalle, a destra del dipinto, due conigli, uno bianco, uno rosso, tra la sua mano sollevata e la sua spalla destra, si alza un albero a cui si appoggia un uccello su uno dei suoi rami secchi.
Un paesaggio occupa lo sfondo della composizione, rivelando colline ed edifici a destra e a sinistra con un campanile molto alto e sottile a destra. In un pascolo, a sinistra, un pastore raccoglie il suo gregge. Su un sentiero puoi indovinare sulla destra, tre personaggi, uno giallo, rosso e uno bianco, tornano dalla chiesa.
Il cielo, che trasporta le nuvole, va dal dorato all'orizzonte, al blu chiaro in alto.

## Stile
L'asta della bandiera rossa è un segno del suo martirio, dopo aver trafitto il fianco destro, poi è diventata l'asta della bandiera che porta il suo stendardo bianco con una croce rossa.
I conigli sono simboli di rinascita, il pastore, quello di Cristo in "Buon Pastore" (Giovanni, 10:14).Le ombre indicano la realtà della sua risurrezione.
Le tre piccole figure sono quelle delle tre Marie, dopo aver accompagnato Cristo nella sua tomba.
L'albero appassito e l'uccello solitario a sinistra del pannello rappresentano l'Antica Alleanza, dalla quale crescerà la Nuova Alleanza.
Il campanile in lontananza trasmette il messaggio che la salvezza può essere trovata attraverso Cristo e la Chiesa.
Un altro dei dipinti del maestro, più vecchio, dello stesso tema della benedizione di Cristo, è conservato al Museo del Louvre di Parigi con un'altra fattura artistica: Cristo non mostra un volto radioso, ma triste, la sua testa leggermente abbassata.